# 食化工教研中心站
食化工教研中心站（法語：CERIA）是布鲁塞尔地铁5号线的车站，位于比利时布鲁塞尔首都大区安德莱赫特。

## 名称
该站得名于附近的食品和化学工业教育和研究中心（法語：Centre d'enseignement et de recherches des industries alimentaires et chimiques，简称CERIA，简称COOVI）。